# Lijst van burgemeesters van Wichelen
Dit is een lijst van burgemeesters van de Belgische gemeente Wichelen
| - ?-1649-?: G. Baillin - ?-1652-?: Pieter Petit - ?-1671-?: Jan de Haeck - ?-1675-?: Willem de Bruycker - ?-1678-?: Jacobus Sciettecatte - ?-1683-?: Pieter de Winter - ?-1692-?: Adriaan de Bruycker - ?-1699-?: Karel de Lathauwer - ?-1707-?: Joost Haeck - 1708-?: Karel de Lathauwer - ?-1711-?: Joost van de Keere - ?-1715-?: Reinier de Visschere - ?-1720-?-1722-?: Adriaan de Bruycker - ?-1727: Adriaan Rottiers - 1728-?: Jacob Luyckx - ?-1731-?: Pieter Verbrugghen - ?-1737-?: Jacob Luyckx - ?-1740: Pieter Verbrugghen | - 1741: Jacques Luyckx - 1742-1744: Joos van Caeckenberghe - ?-1746-?: Jan Baptist Haeck - ?-1750-1753-?: Joos de Winne - ?-1758-?: Christiaan Verbeke - ?-1761-?: Adriaan van Wesemael - ?-1763-1770-?: Judocus Franciscus Haeck - ?-1779-1783: Jan Baeyens - 1784-1786-?: Jacobus de Bruycker - ?-1794-?: Jan Verbeken - ?-Jaar 8 van de Franse republikeinse kalender-?: Jacob Terlinden - ?-Jaar 13 van de Franse republikeinse kalender: Constant de Geest - Jaar 13 van de Franse republikeinse kalender-?: Pieter-Lieven de Keijzer - ?-1816-?: Serafien de Schaepmeester - 1825-1848: Jozef J. Beeckman - 1848-1858: Leonardus Pepinus d'Hooghe - 1858-1862: Ivo Fidelius de Pauw - 1862-1867: Frans Judocus van Brabander | - 1867-1873: Frans Jan Lalemant - 1873-1874: Frans Verbeke - 1874-1888: Jan Baptist d'Hooghe Coppens - 1888-1905: Constantijn Baeyens - 1905-1921: Leon Savoir - 1921-1936: August Moens - 1936-1937: Gustaaf Derde - 1937-1947: Philemon De Bruycker - 1947-1953: Albert Oosterlinck - 1953-1957: Philemon De Bruycker - 1957-1959: Karel Derde - 1959-1972: Herman Moens - 1972-1976: Frans Derde - 1977-1982: Romain Galmart - 1982-2004: John Taylor - 2004-2010: Werner Van Der Eecken - 2010-heden: Kenneth Taylor |

Brussels Hoofdstedelijk Gewest:
Anderlecht · 
Brussel

Vlaanderen:
Aalst · 
Aarschot · 
Antwerpen · 
 Asse · 
Beernem · 
Bertem · 
Blankenberge · 
Brugge · 
Damme · 
De Haan · 
De Panne · 
Deerlijk · 
Deinze · 
Eeklo · 
Evergem · 
Galmaarden · 
Geraardsbergen · 
Gent · 
Halle · 
Hasselt · 
Herent · 
Herk-de-Stad · 
Herzele · 
Heusden-Zolder · 
Houthalen-Helchteren · 
Ichtegem · 
Kaprijke · 
Knokke-Heist · 
Kortemark · 
Kortenberg · 
Kortrijk · 
Leuven · 
Lichtervelde · 
Lievegem · 
Lokeren · 
Maldegem · 
Mechelen · 
Moerbeke-Waas · 
Ninove · 
Oostende · 
Oostkamp · 
Poperinge · 
Roeselare · 
Ronse · 
Sint-Lievens-Houtem · 
Sint-Niklaas · 
Sint-Truiden · 
Temse · 
Tielt · 
Tienen · 
Tongeren · 
Torhout · 
Veurne · 
Waregem · 
Wellen · 
Wetteren · 
Wichelen · 
Zaventem · 
Zedelgem · 
Zele · 
Zonhoven · 
Zottegem

Wallonië: 
Charleroi · 
's-Gravenbrakel · 
Morlanwelz · 
Ophain-Bois-Seigneur-Isaac · 
Waver